# Agapetes flava
Agapetes flava är en ljungväxtart som först beskrevs av William Jackson Hooker, och fick sitt nu gällande namn av Hermann Sleumer. Agapetes flava ingår i släktet Agapetes och familjen ljungväxter. Utöver nominatformen finns också underarten A. f. nagensis.